# 宇宙桜
宇宙桜（そらざくら）とは、有人宇宙システム株式会社（JAMSS）が行った宇宙文化事業「花伝説・宙へ！」により、2008年に若田光一宇宙飛行士と共に宇宙を旅した種から生じた桜。

## 概要
日本各地14箇所（下記「宇宙桜の種類」参照）で、少年少女らの手によって集められた本邦屈指の名桜たちの種（各約200粒）が、2008年11月15日（日本時間）、スペースシャトル・エンデバー号で宇宙へ向い、約8か月半、国際宇宙ステーション「きぼう」に滞在し、2009年7月31日（日本時間）、若田光一宇宙飛行士と共にエンデバー号で地球帰還。2009年秋から2011年にかけて、そのごく一部が発芽し、成長した桜が「宇宙桜」と呼ばれるようになった。

### 宇宙桜の種類
宇宙に旅した桜は次の通り14箇所14種。
- ミヤマザクラ（北海道旭川市）
- オオヤマザクラ（北海道苫小牧市）
- 角館武家屋敷のシダレザクラ（秋田県仙北市）
- 三春滝桜（福島県三春町）- 品種はベニシダレ
- 山高神代桜（山梨県北杜市） - 品種はエドヒガン
- 根尾谷淡墨桜（岐阜県本巣市）- 品種はエドヒガン
- 中将姫誓願桜（岐阜県岐阜市）
- 高桑星桜（岐阜県岐阜市）- ヤマザクラかオオシマザクラの突然変異種
- 祇園枝垂れ桜（京都府京都市）- 品種はシダレザクラ
- 醍醐桜（岡山県真庭市）- 品種はエドヒガン
- ひょうたん桜（高知県仁淀川町）- 品種はエドヒガン
- 稚木の桜（高知県佐川町）
- 白花緋寒桜（鹿児島県奄美市）
- カンヒザクラ（沖縄県名護市）

## 植樹場所

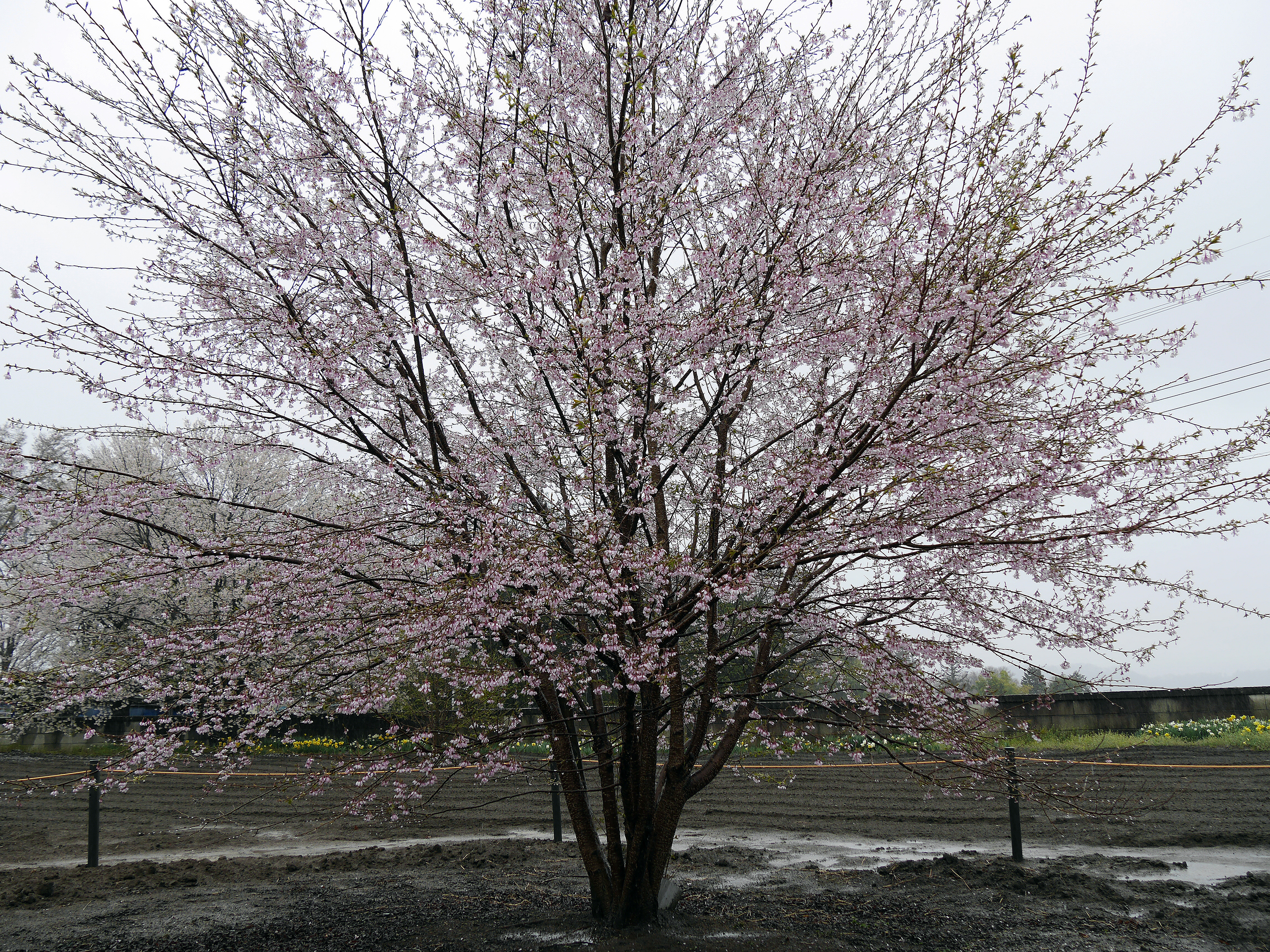

宇宙神代桜
山梨県北杜市、大津山実相寺境内にある「宇宙神代桜」は、2010年発芽、2019年時点で高さ・枝張りともに7メートル程度に育ち、既に開花・結実をみている。また、この宇宙桜には稀に6弁花が現れることでも知られている。
東京都立桜ヶ丘公園
東京都多摩市に所在する東京都立桜ヶ丘公園園内には、「多摩桜プロジェクト」によって植樹された「宇宙醍醐桜」・「宇宙滝桜」・「宇宙ひょうたん桜」・「宇宙稚木の桜」が生育する。
淡路夢舞台
阪神淡路大震災復興20年を期し、2015年4月に3種の宇宙桜が淡路夢舞台に植樹され、成長している。
京都府立植物園
京都府立植物園でも宇宙桜数種が観覧可能。
仁淀川の宇宙ひょうたん桜
高知県仁淀川町桜地区では、宇宙を旅した「ひょうたん桜」原木に隣接した斜面に、「宇宙ひょうたん桜」が2本植樹され、公開されている。

## 「きぼうの桜」計画
宇宙桜を活用した公益事業として、一般財団法人ワンアースが、東日本大震災はじめ、大災害からの地域の復興に活用する「きぼうの桜」計画を進めている。
長命で巨大に成長することが期待できる宇宙桜を津波到達点などに植え、千年風化しない避難の目印、そして復興のシンボルとして大災害の記憶と教訓を伝承する事業。
東北3県被災地（約40都市）を中心に実施が計画されており、2021年2月までに15都市で植樹完了、2021年ごろまでに東北全被災都市への植樹を目指す。
さらに2019年からは、兵庫県南あわじ市（2019年）、埼玉県吉川市（2019年）、大阪府寝屋川市（2020.3）など、未来の子孫を守る防災減災目的で当該計画に参加する自治体も現れはじめた。

### 主な植樹実績

#### 2012年
- 2月29日 - 宮城県気仙沼市・大島中学校[11]

#### 2017年
- 3月 - 福島県楢葉町・天神岬[12][13]、岩手県洋野町・おおのキャンパス天文台前[14][15]、宮城県七ヶ浜町・生涯学習センター前[16]、宮城県石巻市・石巻市立住吉中学校
- 4月 - 福島県福島市・ふくしまスカイパーク[17][18]

#### 2018年
- 2月 - 岩手県釜石市・唐丹中学校
- 3月 - 鳥取県湯梨浜町・桜小学校跡地[19]、東京都渋谷区桜丘町[20][21]
- 4月 - 福島県浪江町・大平山慰霊碑[22][23][24]、福島県富岡町・第2公園[22][23]、岩手県釜石市・橋野鉄鉱山[25][26]、福島県川俣町・中央公園[27]

#### 2019年
- 2月 - 兵庫県南あわじ市・福良小学校[28][29]
- 3月 - 福島県飯舘村・飯舘中学校付近[30]、福島県南相馬市・小高区4小学校[31]、宮城県名取市小塚原地区・名取市墓地公園[32][33][34]
- 4月 - 埼玉県吉川市・関公園[35]

#### 2020年
- 3月 - 大阪府寝屋川市・打上川治水公園

#### 2021年
- 2月29日 - 宮城県南三陸町戸倉地区・追悼の場